# Ayenia jaliscana
Ayenia jaliscana là một loài thực vật có hoa trong họ Cẩm quỳ. Loài này được S.Watson mô tả khoa học đầu tiên năm 1891.